# Klaus Doerffel
Klaus Doerffel (* 30. Juli 1925 in Reinholdshain; † 1995) war ein deutscher analytischer Chemiker, der zahlreiche Bücher und Arbeiten über Statistik in der analytischen Chemie und über optimale Strategien in der chemischen Analytik veröffentlichte.

## Leben
Klaus Doerffel ging zwischen 1936 und 1946 in Freiberg zur Schule. Nach der Schule erlernte er zunächst den Beruf des Laboranten und studierte dann Chemie an der Universität Leipzig, wo er 1951 sein Diplom ablegte. 1954 promovierte er an der damaligen Bergakademie Freiberg mit einer Arbeit über „Das System der Ionenenergien : Ein Näherungsverfahren zum Berechnen von Gitterenergien“.
Ab 1956 forschte er an der damaligen Technischen Hochschule Carl Schorlemmer in Merseburg, wo er sich im Jahr 1961 mit einer Arbeit über die spektrochemische Direktanalyse von nichtleitenden pulverförmigen Stoffen habilitierte. 1967 wurde er an der TH Merseburg zum Professor berufen. Im Jahr 1966 publizierte er sein erstes Buch „Statistik in der analytischen Chemie“, das in der Folge weite Verbreitung fand. Das Buch basierte auf einer Arbeit in Fresenius’ Zeitschrift für Analytische Chemie aus dem Jahr 1962. 1990 wurde die fünfte Auflage dieses Buches veröffentlicht. 1981 schrieb er gemeinsam mit Karel Eckschlager (Prag) das Buch „Optimale Strategien in der Analytik“. Weiterhin war er federführender Autor am Band „Analytikum“, einem Standardwerk in der DDR und darüber hinaus.
Etwa fünfzig Studenten verfassten bei ihm eine Doktor- oder Diplomarbeit. Insgesamt veröffentlichte er rund 200 Originalarbeiten und Buchkapitel. Fresenius Zeitschrift für analytische Chemie widmete ihm und Heinrich Kriegsmann eine Ausgabe zum 70. Geburtstag im Jahr 1995.
Doerffel war verheiratet und lebte in Leipzig. Doerffel waren aufgrund seiner Nicht-Mitgliedschaft in der SED Reisen in das seinerzeit so genannte Nichtsozialistische Ausland nicht möglich. Vortragsreisen führten ihn jedoch nach Kuba, nach Bulgarien, in die damalige Tschechoslowakei und die Sowjetunion.

## Preise und Auszeichnungen (Auswahl)
- 1989 Fresenius-Preis der Gesellschaft Deutscher Chemiker[4]

## Veröffentlichungen (Auswahl)
- Statistik in der analytischen Chemie, 5. erweiterte und überarbeitete Auflage, Deutscher Verlag für Grundstoffindustrie, Leipzig 1990, ISBN 3-342-00557-2, erste Auflage 1966, auch westdeutsche Ausgabe, 4. Auflage, VCH-Verlag, Weinheim 1987, ISBN 3-527-26622-4.[5]
- (mit Karel Eckschlager): Optimale Strategien in der Analytik, Deutscher Verlag für Grundstoffindustrie, Leipzig 1981
- (Autorenkollektiv, federführender Autoren Doerffel und Rudolf Geyer): Analytikum : Methoden der analytischen Chemie und ihre theoretischen Grundlagen, 7. durchgesehene Auflage, Deutscher Verlag für Grundstoffindustrie Leipzig 1987.